# Slaapwandelen
Slaapwandelen (of somnambulisme) is rondwandelen terwijl men slaapt en waarbij het lijkt of men wakker is.
Het slaapwandelen geschiedt meestal in een halfbewuste toestand, waarin men zich wel bewust is van het eigen lichaam, maar de omgeving waarin men is, (gedeeltelijk) droomt, of via een droombewustzijn waarneemt. Slaapwandelen heeft de volgende kenmerken:
- Hersen- en hartactiviteit veranderen niet noemenswaardig voorafgaand aan het slaapwandelen. Slechts bij het slaapwandelen zelf treedt verhoogde activiteit op.
- Meestal zijn de ogen van de slaapwandelaar tijdens zijn nachtelijke escapades gewoon open. De pupillen zijn verwijd en meestal staart de slaapwandelaar glazig voor zich uit.
- Praten, zomaar of in reactie op anderen, is niet ongewoon, hoewel het gesprokene over het algemeen niet coherent is.
- Desoriëntatie wanneer de slaapwandelaar wakker wordt, die enkele minuten kan duren.
- Amnesie: vooral kinderen herinneren zich achteraf niet dat ze geslaapwandeld hebben. Sommige volwassenen kunnen het zich soms wel vaag of vrij gedetailleerd herinneren.

Dat men een slaapwandelaar niet zou mogen wekken is niet bewezen. Men moet echter voorzichtig zijn, omdat een slaapwandelaar gedesoriënteerd kan zijn, waarbij opvolgend handelen door een schrikeffect kan resulteren in zelfverwonding of verwonding van anderen. Het beste kan men een slaapwandelaar rustig naar zijn of haar bed terug begeleiden.
Een bijzondere vorm is remslaapgedragsstoornis, waarbij de normale spierverslapping tijdens de remslaap uitblijft met als gevolg activiteiten tijdens de droomslaap. Deze stoornis komt voor bij de ziekte van Parkinson.
De activiteiten tijdens slaapwandelen zijn meestal onschuldig, zoals rechtop in bed zitten of door de kamer lopen, eten, schoonmaken, of masturberen (slaapseks). Soms kan een slaapwandelaar echter in zijn slaap overgaan tot activiteiten die gevaar kunnen opleveren zoals het huis verlaten, fietsen of autorijden. Slaapseks is onschuldig wanneer het bij masturbatie blijft of leidt tot seks met de partner, maar kan ook leiden tot aanranding en seks met minderjarigen. Zelfs mishandeling of moord zijn mogelijk.

## Beeldwit
In Dordrecht en elders in het Nederlands taalgebied werd, althans aan het eind van de negentiende eeuw, een slaapwandelaar wel als een beeldwit aangeduid, een term die gewoonlijk slaat op personen met bijzondere vermogens of op mythische figuren, zie Beeldwit (mythisch wezen) en Beeldwit (bijgeloof).